# Fry-Gletscher
Der Fry-Gletscher ist ein Gletscher im ostantarktischen Viktorialand. Er fließt von der nordöstlichen Ecke der Convoy Range entlang des südlichen Endes der Kirkwood Range in die Tripp Bay an der Scott-Küste. 
Teilnehmer der Nimrod-Expedition (1907–1909) unter der Leitung des britischen Polarforschers Ernest Shackleton entdeckten und kartierten ihn. Benannt ist er nach Albert Magnus Fry (1857–1938), einem schottischen Schokoladenproduzenten und Sponsor der Expedition.